# Liotyphlops beui
Liotyphlops beui là một loài rắn trong họ Anomalepididae. Loài này được Amaral mô tả khoa học đầu tiên năm 1924.